# Molybdurga
Molybdurga é um gênero de mariposa pertencente à família Acrolepiidae.